# Graptomyza triangulifera
Graptomyza triangulifera là một loài ruồi trong họ Ruồi giả ong (Syrphidae). Loài này được Bigot mô tả khoa học đầu tiên năm 1883. Graptomyza triangulifera phân bố ở vùng Châu Phi